# Ийи-Тал
Ийи-Тал (тув. Ийи-Тал) — село в Улуг-Хемского кожууне Республики Тыва. Административный центр и единственный населённый пункт сумона Ийи-Тал. Население 567 человек (2007), 647 (2013).

## История
В 1941 году построена школа.
В сентябре 2018 года сдано новое здание школьного комплекса: средней школы и школы-интерната.

## География
Село находится у р. Верхний Енисей.
К селу административно относятся местечки (населённые пункты без статуса поселения): м. Барык, м. Салдам, м. Чодураалыг-алаак, м. Шарлан-Хавак.

### Уличная сеть
ул. Барык, ул. Малчын, ул. Механизаторов, ул. Найырал, ул. Норбу-оол, ул. Улуг-Хем, ул. Эрик.

### Географическое положение
Расстояние до:
районного центра Шагонар: 29 км.
столицы республики Кызыл: 78 км.

### Ближайшие населённые пункты
Хайыракан 14 км, Баян-Кол 14 км, Алдыы-Шинаа 26 км, Каък (Как) 27 км, Шагонар 29 км

### Климат
Сумон, как и весь Улуг-Хемский кожуун, приравнен к районам Крайнего Севера.

## Население
| 2002 | 2010 | 2011 | 2012 | 2013 | 2014 | 2015 |
| ---- | ---- | ---- | ---- | ---- | ---- | ---- |
| 552  | ↗608 | ↘605 | ↘595 | ↘593 | ↗595 | ↗603 |
| 2016 | 2017 | 2018 | 2019 | 2020 | 2021 |      |
| ↗610 | ↗616 | ↗637 | ↗643 | ↘642 | ↘618 |      |

Национальный состав
Согласно результатам переписи 2002 года, в национальной структуре населения тувинцы составляли 100 %

## Инфраструктура

### Образование
Средняя общеобразовательная школа с. Ийи-Тал; при ней «Аграрная Школа-Интернат Республики Тыва» (ГБОУ «АШ-и РТ»). Строительство нового здания началось в 2017 году , проект на 176 учеников со спортзалом и интернатом на 50 детей. Весь комплекс полностью благоустроен: кроме электроснабжения, инфраструктура включает автономное отопление, водопровод, канализацию, горячее водоснабжение — словом, все удобства, какие есть в любой городской школе. На строительство Ийи-талской школы было направлено из бюджета 315,8 млн рублей. В торжествах по случаю открытия новой школы в сентябре 2018 года принимал участие глава Тувы Шолбан Кара-оол
Детский сад общеразвивающего вида «Хамнаарак»

### Культура
МБУ «Сельский ДК им. Кызыл-Эника Кудажы с. Ийи-Тал» .

### Административная деятельность
Администрация села и сумона Ийи-Тал

## Транспорт
Село находится у автомагистрали Р-257 Енисей. Автобусное сообщение, остановка общественного транспорта «Ийи-Тал».